# Rocío García Eiras
Rocío García Eiras (Lalín, 31 de enero de 1981) es una exjugadora de rugby y política gallega. Actualmente es vicepresidente de la Federación Gallega de Rugby.

## Trayectoria
Estudió empresariales y fue elegida concejala de Lalín por el Partido Popular de Galicia en las elecciones municipales de 2003. Jugó de pilar en el Ourense Rugby Club, Club de Rugby Lalín y Club de Rugby Arquitectura Técnica.  Participó en la selección femenina de rugby.